# La Seine

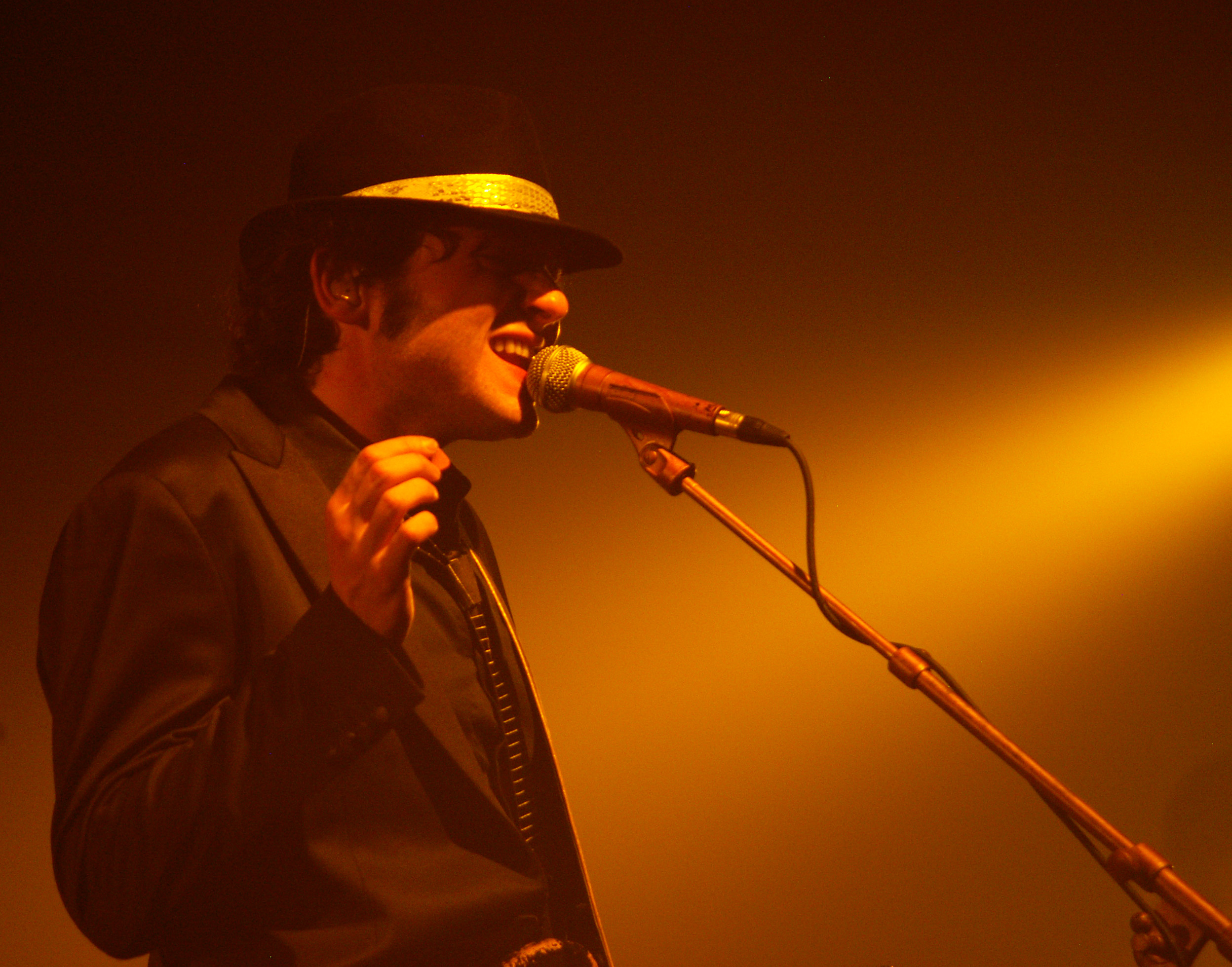
Matthieu Chédid.

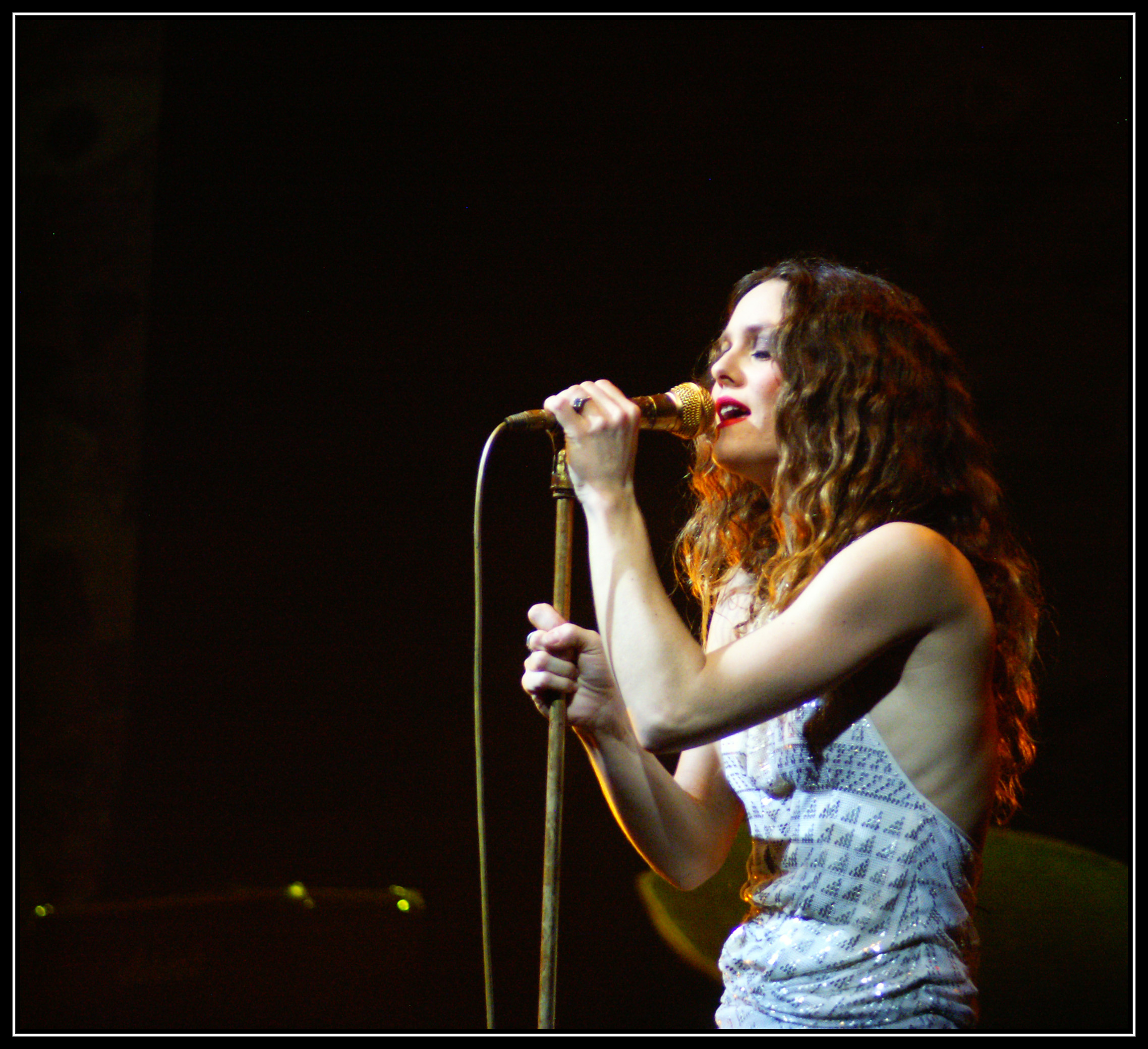
Vanessa Paradis.

«La Seine» (El Sena) es una canción(de género swing)francesa de 2011, popularizada por Vanessa Paradis y Matthieu Chédid, a dúo. Es el tema central de la banda sonora de la película de dibujos animados «Un Monstre à Paris» (Un monstruo en París), dirigida por Bibo Bergeron.
Estuvo durante 2 años en la lista de las mejores ventas de singles en Francia y se vendieron 130 000 ejemplares.
El clip de video fue premiado en las Victoires de la musique, en 2012.
Vanessa Paradis grabó una versión en inglés a dúo con Sean Lennon.